# Дерябин, Александр Владимирович
Александр Владимирович Дерябин (25 января 1923 ― 1999) ― советский и российский врач-терапевт, заслуженный врач Российской Федерации, лауреат премии Совета Министров СССР, почётный гражданин Ставропольского края и города Кисловодска. Начальник Северо-Кавказского зонального управления санаториями на Кавминводах 4-го главного Управления Министерства здравоохранения СССР (1975—1990).

## Биография
Александр Владимирович родился 25 января 1923 года в Красноярске, в семье служащих. Позже вся семья переехала в Иркутск, где Александр и завершил обучение в средней школе в 1938 году.
После окончания школы он поступил обучаться в Ростовский медицинский институт на лечебный факультет. В 1941 году с началом Великой Отечественной войны будучи третьекурсником был мобилизован в Красную армию. В Свердловске окончив фельдшерские курчы, был направлен на Дальний Восток. Участник Великой Отечественной войны, старший лейтенант медицинской службы был удостоен орденом Отечественной войны II степени и медалью «За победу над Японией».
В 1946 году по состоянию здоровья был уволен с военной службы. Сразу же возобновил обучение на 4-м курсе медицинского института в городе Баку. Завершив обучение с отличием, с женой-однокурсницей Валерией, отправляется в Пятигорск, где проживали его родители.
Александр Владимирович начинает работать врачом ЛФК в Ессентукской клинике бальнеологического института. Был замечен и получил возможность пройти обучение в ординатуре, которую успешно окончил. Стал работать на различных руководящих медицинских должностях.
С 1951 по 1961 годы он трудился в городе Ессентуки сначала заведующим отделением санатория № 10, а затем начальником медицинской части в санатории имени Калинина. В течение пяти лет работал в должности заместителя председателя Пятигорского курортного совета.
В 1965 году возглавил в Кисловодске Совет по управлению курортами профсоюзов. За годы его трудовой деятельности санатории Кисловодска и вся курортная инфраструктура во многом преобразились. На курорте зарождаются аллергологическая, биотелеметрическая, радиоизотопная лаборатории. С 1975 по 1990 годы Дерябин трудился в должности начальника Северо-Кавказского зонального управления санаториями на Кавминводах 4-го главного Управления Министерства здравоохранения СССР.
По долгу службы и специфике своей работы постоянно встречался со многими руководящими деятелями СССР, в том числе с Юрием Андроповым, Михаилом Горбачевым и другими.
Проживал в городе Кисловодске. Умер в 30 июля 1999 года.

## Награды и звания
- Орден Отечественной войны II степени,
- Орден Октябрьской Революции,
- два ордена Трудового Красного Знамени,
- Орден Знак Почёта,
- Медаль «За победу над Японией»,
- Заслуженный врач РСФСР,
- Премия Совета Министров СССР,
- Почётный гражданин города Кисловодска (1999)[5],
- Почётный гражданин Ставропольского края (1 апреля 2005 года за большой вклад в экономическое, социальное и культурное развитие Ставрополья посмертно).